# Chetumal
Chetumal est une ville du Mexique, capitale de l'État du Quintana Roo et chef-lieu de la municipalité d'Othón P. Blanco. Située a l’extrême sud de la péninsule du Yucatán, cette ville est baignée par la Mer des Caraïbes (Baie de Chetumal). Elle compte 151 243 habitants au recensement 2010.

## Histoire
Dans la période précolombienne, c'était le port d'un ancien État maya qui s'étendait sur le nord de Belize. En 1527, lorsque la ville est découverte par Francisco de Montejo, celui-ci note la présence de « 2000 maisons » ainsi que de « murs de pierre face à la côte afin d'assurer sa défense ». 
La révolte des peuples mayas contre la domination yucatèque, connue sous le nom de guerre des castes du Yucatán dans les années 1840, chassa tous les peuples hispaniques de cette région ; beaucoup se sont installés dans la ville de Corozal, au Honduras britannique (Belize moderne).
La ville moderne a été fondée par Othón P. Blanco en 1898 sous le nom de Payo Obispo. Sur l'invitation du fondateur, la ville a été peuplée par des colons de Belize (y compris les réfugiés de la guerre des Castes et des ressortissants anglais). Après sa destruction par un ouragan, la ville fut totalement reconstruite et étudiée par des urbanistes. Le museo de la cultura maya est très bien conçu pour comprendre  les traditions, les croyances et le mode de vie des Mayas.
La ville est à la frontière avec le Belize.

## Climat
Chetumal connait un climat tropical humide dû à la proximité de la mer des Caraïbes. 
| Climat de Chetumal                                         | Climat de Chetumal | Climat de Chetumal | Climat de Chetumal | Climat de Chetumal | Climat de Chetumal | Climat de Chetumal | Climat de Chetumal | Climat de Chetumal | Climat de Chetumal | Climat de Chetumal | Climat de Chetumal | Climat de Chetumal | Climat de Chetumal |
| Mois                                                       | J                  | F                  | M                  | A                  | M                  | J                  | J                  | A                  | S                  | O                  | N                  | D                  | Année              |
| ---------------------------------------------------------- | ------------------ | ------------------ | ------------------ | ------------------ | ------------------ | ------------------ | ------------------ | ------------------ | ------------------ | ------------------ | ------------------ | ------------------ | ------------------ |
| Record de température (°C)                                 | 35.0               | 36.5               | 37.1               | 39.5               | 39.5               | 37.5               | 37.8               | 39.0               | 38.0               | 36.2               | 37.0               | 39.0               | 39.5               |
| Température moyenne (°C)                                   | 28.5               | 29.5               | 30.7               | 32.1               | 32.7               | 32.3               | 32.4               | 32.8               | 32.5               | 31.5               | 30.0               | 28.8               | 31.2               |
| Température quotidienne (°C)                               | 23.4               | 24.4               | 26.1               | 27.9               | 28.7               | 28.6               | 28.5               | 28.6               | 28.3               | 27.0               | 25.2               | 23.8               | 26.7               |
| Record moyen de froid (°C)                                 | 18.3               | 19.2               | 21.5               | 23.7               | 24.6               | 25.0               | 24.5               | 24.3               | 24.0               | 22.4               | 20.4               | 18.9               | 22.2               |
| Record ponctuel de Froid (°C)                              | 6.0                | 5.0                | 7.3                | 9.0                | 16.0               | 18.5               | 19.0               | 15.0               | 18.0               | 12.5               | 10.0               | 5.5                | 5.0                |
| Précipitations moyennes (en mm)                            | 64.4               | 35.9               | 26.4               | 36.4               | 128.0              | 192.7              | 146.1              | 143.7              | 206.8              | 169.0              | 92.8               | 65.4               | 1307.5             |
| Taux moyen d'humidité (%)                                  | 80                 | 76                 | 74                 | 73                 | 74                 | 78                 | 78                 | 77                 | 79                 | 80                 | 80                 | 80                 | 77                 |
| Nombre moyen d'heure d'ensoleillement                      | 211                | 231                | 259                | 272                | 276                | 218                | 225                | 236                | 204                | 218                | 206                | 205                | 2761               |
| Sources: Servicio Meteorológico Nacional Mexicana Chetumal |                    |                    |                    |                    |                    |                    |                    |                    |                    |                    |                    |                    |                    |

## Tourisme
Tous les week-ends, les habitants du Belize voisin viennent massivement s'approvisionner sur les marchés de Chetumal, car au Belize, la vie est beaucoup plus chère qu'au Mexique.
Chetumal possède un aéroport (code AITA : CTM).

## Environnement

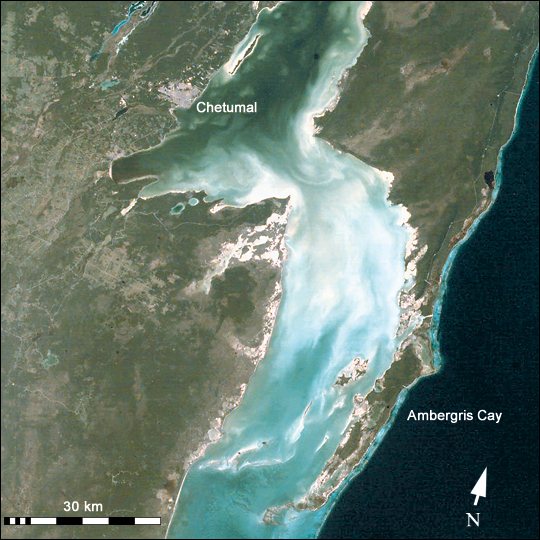
Vue de la Baie de Chetumal par satellite

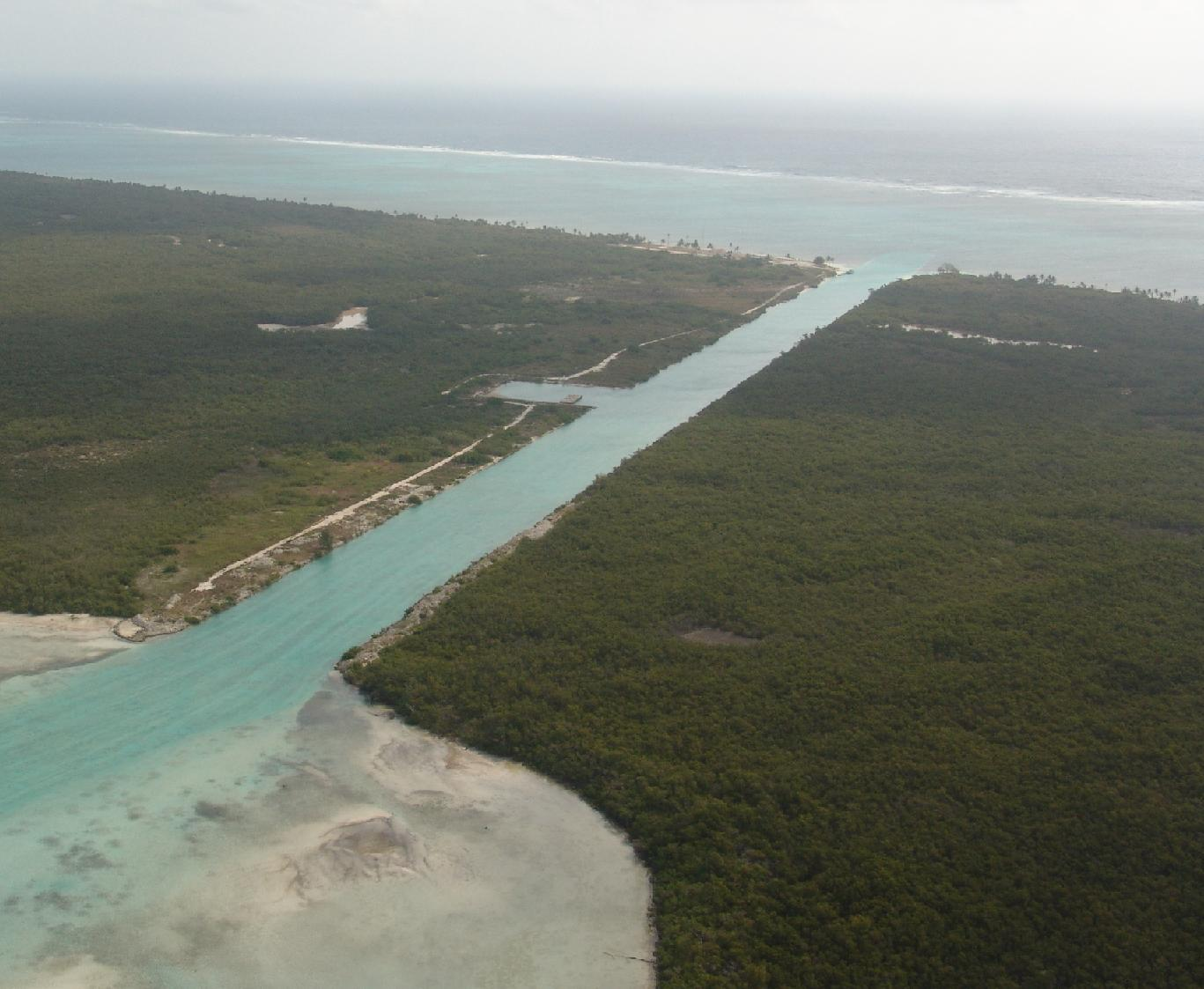
Canal de Saragoza, ouvrant sur la Baie de Chetumal.

## Jumelage
La ville est jumelée avec Belize City.